# Daedaleopsis
Daedaleopsis J. Schröt. (gmatwica) – rodzaj grzybów należący do rodziny żagwiowatych (Polyporaceae).

## Charakterystyka
Grzyby nadrzewne, saprotroficzne. Bazydiokarpy roczne, siedzące lub rozpostarto-odgięte. Powierzchnia górna o barwie od jasnobrązowej do ciemnoczerwonej, strefowana, przeważnie naga. Hymenofor zróżnicowany; blaszkowy do poroidalnego. Kontekst jasnobrązowy, twardo-włóknisty. System strzępkowy trimityczny, strzępki generatywne ze sprzążkami, strzępki szkieletowe i łącznikowe jasnobrązowe. Występują dendrohyfidy. Bazydiospory cylindryczne, lekko zakrzywione, szkliste, gładkie, w odczynniku Melzera nieamyloidalne. Powodują białą zgniliznę drewna, głównie drzew liściastych, rzadko iglastych.
Daedaleopsis może być spokrewniony z Datronia. Rodzaje te mają wybarwione strzępki szkieletowe, rozgałęzione dendrohyfidy i długie, cylindryczne bazydiospory.

## Systematyka i nazewnictwo
Pozycja w klasyfikacji według Index Fungorum: Polyporaceae, Polyporales, Incertae sedis, Agaricomycetes, Agaricomycotina, Basidiomycota, Fungi.
Polską nazwę podali Barbara Gumińska i Władysław Wojewoda w 1983 r. W polskim piśmiennictwie mykologicznym należące do tego rodzaju gatunki opisywane były także jako siatkowiec, wrośniak, gmatwek i gmatkowiec.
Gatunki:
- Daedaleopsis africanus Ryvarden 2019
- Daedaleopsis conchiformis Imazeki 1943
- Daedaleopsis confragosa (Bolton) J. Schröt. 1888 – gmatwica chropowata
- Daedaleopsis hainanensis Hai J. Li & S.H. He 2016
- Daedaleopsis nipponica Imazeki 1943
- Daedaleopsis nitida (Durieu & Mont.) Zmitr. & Malysheva 2013
- Daedaleopsis papyraceoresupinata (S. Ito & S. Imai) Imazeki 1943
- Daedaleopsis pergamenea (Berk. & Broome) Ryvarden 1984
- Daedaleopsis septentrionalis (P. Karst.) Niemelä 1982 – gmatwica brzozowa[4]
- Daedaleopsis sinensis (Lloyd) Y.C. Dai 1996
- Daedaleopsis tricolor (Bull.) Bondartsev & Singer 1941 – gmatwica trójbarwna

Wykaz gatunków i nazwy naukowe na podstawie Index Fungorum. Nazwy polskie według Władysława Wojewody i Komisji ds. Polskiego Nazewnictwa Grzybów.